# 恋はマジック
「恋はマジック」（Could It Be Magic）はバリー・マニロウの楽曲。

## 解説
1973年にリリースされた彼のデビュー・アルバム『Barry Manilow I (恋はマジック)』に収録されている。アルバム発表から2年後の1975年にはシングル・カットされ、アメリカのBillboard Hot 100では最高6位、アダルト・コンテンポラリー・チャートでは4位をマークした。
この曲はショパンの前奏曲第20番ハ短調をベースに作成された。

## カバー
ドナ・サマーがカバーし、彼女のアルバム『Love Trilogy』に収録されており、同アルバムはダンス・ディスコチャートで1位を獲得した。
UKでは1992年にイギリスの男性グループ、テイク・ザットがカバーしチャート最高3位をマーク。
メインボーカルはロビー・ウィリアムズ。
日本では、1978年になかにし礼による日本語歌詞にてサーカスがカバー。シングル『愛で殺したい』のc/w曲として収録されている。アレンジはディスコ調で、ドナ・サマーの曲に近い。